# Атифете Јахјага
Атифете Јахјага (алб. Atifete Jahjaga; 20. април 1975, Ђаковица) била је четврти председник самопроглашене „Републике Косово”, прва жена и нестраначка особа на тој функцији. Пре тога је служила као заменица директора Косовске полиције, у чину генерал-мајора.
Јахјага је на место председника дошла пошто је избор претходног председника Бехђета Пацолија проглашен неуставним, односно као компромисни кандидат Демократске странке Косова, Демократског савеза Косова и Пацолијеве Алијансе за ново Косово кога је подржао амерички амбасадор Кристофер Дел.